# Mal Anderson
Malcolm James «Mal» Anderson MBE (Theodore, Queensland, 3 de març de 1952) és un extennista professional australià.
En el seu palmarès destaca un títol de Grand Slam individual aconseguit en el U.S. National Championships 1957, i a continuació ja va esdevenir professional. També fou finalista en dues ocasions en l'Open d'Austràlia (1958, 1972). En dobles masculins també va aconseguir dos títols de Grand Slam i un més en dobles mixts. Va formar part de l'equip australià de Copa Davis en diverses ocasions i va aconseguir el títols en les edicions de 1957 i 1973.
Va ser condecorat com a Membre de l'Orde de l'Imperi Britànic (MBE) l'any 1972 per la seva contribució al tennis. En el 2000 fou inclòs a l'International Tennis Hall of Fame i va rebre l'Australian Sports Medal. Posteriorment es va afegir un banc en el seu honor en el Tennis Avenue Park, d'Ashgrove.

## Torneigs de Grand Slam

### Individual: 4 (1−3)
| Resultat  | Núm. | Any  | Torneig                      | Oponent       | Marcador                 |
| --------- | ---- | ---- | ---------------------------- | ------------- | ------------------------ |
| Guanyador | 1.   | 1957 | US Championships             | Ashley Cooper | 10−8, 7−5, 6−4           |
| Finalista | 1.   | 1958 | Australian Championships     | Ashley Cooper | 5−7, 3−6, 4−6            |
| Finalista | 2.   | 1958 | US Championships             | Ashley Cooper | 2−6, 6−3, 6−4, 8−10, 6−8 |
| Finalista | 3.   | 1972 | Australian Championships (2) | Ken Rosewall  | 6−7(2), 3−6, 5−7         |

### Dobles masculins: 3 (2−1)
| Resultat  | Núm. | Any  | Torneig                  | Parella       | Oponents                 | Marcador      |
| --------- | ---- | ---- | ------------------------ | ------------- | ------------------------ | ------------- |
| Finalista | 1.   | 1957 | Australian Championships | Ashley Cooper | Lew Hoad Neale Fraser    | 3−6, 6−8, 4−6 |
| Guanyador | 1.   | 1957 | Internationaux de France | Ashley Cooper | Don Candy Mervyn Rose    | 6−3, 6−0, 6−3 |
| Guanyador | 2.   | 1973 | Australian Championships | John Newcombe | John Alexander Phil Dent | 6−3, 6−4, 7−6 |

### Dobles mixts: 1 (1−0)
| Resultat  | Núm. | Any  | Torneig                  | Parella    | Oponents                  | Marcador      |
| --------- | ---- | ---- | ------------------------ | ---------- | ------------------------- | ------------- |
| Guanyador | 1.   | 1957 | Australian Championships | Fay Muller | Jill Langley Billy Knight | 7−5, 3−6, 6−1 |

## Torneigs de Pro Slam

### Individual: 1 (1−0)
| Resultat  | Núm. | Any  | Torneig               | Oponent       | Marcador                |
| --------- | ---- | ---- | --------------------- | ------------- | ----------------------- |
| Guanyador | 1.   | 1959 | Wembley Championships | Pancho Segura | 4−6, 6−4, 3−6, 6−3, 8−6 |

## Palmarès

### Individual: 10 (5−5)
| Títols per superfície |
| --------------------- |
| Dura (0−0)            |
| Gespa (4−4)           |
| Terra batuda (0−1)    |

| Resultat  | Núm. | Data                   | Torneig                             | Superfície   | Oponent             | Marcador                  |
| --------- | ---- | ---------------------- | ----------------------------------- | ------------ | ------------------- | ------------------------- |
| Guanyador | 1.   | 30 d'agost de 1957     | US Championships, Estats Units      | Gespa        | Ashley Cooper       | 10−8, 7−5, 6−4            |
| Finalista | 1.   | 17 de gener de 1958    | Australian Championships, Austràlia | Gespa        | Ashley Cooper       | 5−7, 3−6, 4−6             |
| Guanyador | 2.   | 1958                   | South Orange, Estats Units          |              | Hamilton Richardson | 6−3, 6−4, 6−8, 13−15, 6−4 |
| Guanyador | 3.   | 1958                   | Londres, Regne Unit                 | Gespa        | Bob Mark            | 1−6, 11−9, 6−3            |
| Finalista | 2.   | 29 d'agost de 1958     | US Championships                    | Gespa        | Ashley Cooper       | 2−6, 6−3, 6−4, 8−10, 6−8  |
| Guanyador | 4.   | 21 de setembre de 1959 | Wembley Championships, Regne Unit   | Gespa        | Pancho Segura       | 4−6, 6−4, 3−6, 6−3, 8−6   |
| Finalista | 3.   | 27 de desembre de 1971 | Australian Championships (2)        | Gespa        | Ken Rosewall        | 6−7(2), 3−6, 5−7          |
| Finalista | 4.   | 27 d'agost de 1972     | Merion, Estats Units                | Gespa        | Roger Taylor        | 4−6, 0−6, 4−6             |
| Guanyador | 5.   | 1 de gener de 1973     | Sydney, Austràlia                   | Gespa        | Ken Rosewall        | 6−3, 6−4, 6−4             |
| Finalista | 5.   | 21 d'octubre de 1973   | Nova Delhi, Índia                   | Terra batuda | Vijay Amritraj      | 4−6, 7−5, 9−8, 3−6, 9−11  |

### Dobles masculins: 12 (4−8)
| Títols per superfície |
| --------------------- |
| Dura (0−2)            |
| Gespa (2−3)           |
| Terra batuda (1−3)    |

| Resultat  | Núm. | Data                   | Torneig                             | Superfície   | Parella        | Oponents                              | Marcador                     |
| --------- | ---- | ---------------------- | ----------------------------------- | ------------ | -------------- | ------------------------------------- | ---------------------------- |
| Finalista | 1.   | 18 de gener de 1957    | Australian Championships, Austràlia | Gespa        | Ashley Cooper  | Lew Hoad Neale Fraser                 | 3−6, 6−8, 4−6                |
| Guanyador | 1.   | 20 de maig de 1957     | Internationaux de France, França    | Terra batuda | Ashley Cooper  | Don Candy Mervyn Rose                 | 6−3, 6−0, 6−3                |
| Finalista | 2.   | 22 de juliol de 1968   | Gstaad, Suïssa                      | Terra batuda | Tom Okker      | John Newcombe Dennis Ralston          | 10−8, 10−12, 14−12, 3−6, 3−6 |
| Guanyador | 2.   | 30 de desembre de 1968 | Hobart, Austràlia                   | Gespa        | Roger Taylor   | Tony Roche Fred Stolle                | 7−5, 6−3, 4−6, 1−6, 6−4      |
| Finalista | 3.   | 27 de gener de 1969    | Auckland, Nova Zelanda              | Gespa        | Toomas Leius   | Raymond Moore Roger Taylor            | 15−13, 3−6, 6−8, 6−8         |
| Finalista | 4.   | 28 de juliol de 1969   | Gstaad (2)                          | Terra batuda | Roy Emerson    | Tom Okker Marty Riessen               | 1−6, 4−6                     |
| Finalista | 5.   | 18 de gener de 1971    | Sydney, Austràlia                   | Dura         | Alex Metreveli | John Alexander Phil Dent              | 7−6, 6−2, 3−6, 6−7, 6−7      |
| Finalista | 6.   | 24 de juliol de 1972   | Kitzbühel, Àustria                  | Terra batuda | Geoff Masters  | Jürgen Fassbender Hans-Jürgen Pohmann | 6−7, 4−6, 4−6                |
| Guanyador | 3.   | 26 de desembre de 1972 | Australian Championships            | Gespa        | John Newcombe  | John Alexander Phil Dent              | 6−3, 6−4, 7−6                |
| Guanyador | 4.   | 15 d'octubre de 1973   | Tòquio, Japó                        |              | Ken Rosewall   | Colin Dibley Allan Stone              | 7−5, 7−5                     |
| Finalista | 7.   | 12 de novembre de 1973 | Sydney (2)                          | Dura         | Ken Rosewall   | Rod Laver John Newcombe               | 6−7, 2−6                     |
| Finalista | 8.   | 10 d'octubre de 1977   | Brisbane, Austràlia                 | Gespa        | Ken Rosewall   | Vitas Gerulaitis Bill Scanlon         | 6−7, 4−6                     |

### Dobles mixts: 2 (1−1)
| Títols per superfície |
| --------------------- |
| Dura (0−0)            |
| Gespa (1−0)           |
| Terra batuda (0−1)    |

| Resultat  | Núm. | Data                | Torneig                             | Superfície   | Parella     | Oponents                      | Marcador      |
| --------- | ---- | ------------------- | ----------------------------------- | ------------ | ----------- | ----------------------------- | ------------- |
| Guanyador | 1.   | 18 de gener de 1957 | Australian Championships, Austràlia | Gespa        | Fay Muller  | Jill Langley Billy Knight     | 7−5, 3−6, 6−1 |
| Finalista | 1.   | 5 d'agost de 1968   | Hamburg, Alemanya Occidental        | Terra batuda | Pat Walkden | Annette Van Zyl Frew McMillan | 1−6, 10−12    |

### Equips: 2 (1−1)
| Resultat  | Núm. | Data                                    | Torneig                          | Superfície | Equip                                  | Oponents                                                    | Marcador |
| --------- | ---- | --------------------------------------- | -------------------------------- | ---------- | -------------------------------------- | ----------------------------------------------------------- | -------- |
| Guanyador | 1.   | 26 de desembre − 28 de desembre de 1957 | Copa Davis, Melbourne, Austràlia | Gespa      | Ashley Cooper Neale Fraser Mervyn Rose | Barry Mackay Gardnar Mulloy Victor Seixas                   | 3−2      |
| Finalista | 1.   | 29 de novembre − 31 de desembre de 1958 | Copa Davis, Brisbane, Austràlia  | Gespa      | Ashley Cooper Neale Fraser             | Butch Buchholz Barry Mackay Alex Olmedo Hamilton Richardson | 2−3      |

## Trajectòria

### Individual
| Grand Slam |         |         |         |         |         |              |              |              |              |              |              |              |              |              |              |           |           |           |           |           |           |           |           |           |           |        |
| Australian Championships                                                                                                  | 1R      | 3R      | QF      | SF      | F       | Professional | Professional | Professional | Professional | Professional | Professional | Professional | Professional | Professional | Professional | 3R        | 1R        | 2R        | F         | 2R        | A         | A         | 3R        | A         | 1R        | 0 / 12 |
| Internationaux de France                                                                                                  | A       | A       | A       | 2R      | A       | Professional | Professional | Professional | Professional | Professional | Professional | Professional | Professional | Professional | A            | A         | A         | A         | A         | A         | A         | A         | A         | A         | A         | 0 / 1  |
| Wimbledon | A       | 1R      | QF      | 4R      | QF      | Professional | Professional | Professional | Professional | Professional | Professional | Professional | Professional | Professional | A            | 3R        | A         | A         | A         | A         | A         | A         | A         | A         | A         | 0 / 5  |
| US Championships | A       | 3R      | 1R      | G       | F       | Professional | Professional | Professional | Professional | Professional | Professional | Professional | Professional | Professional | 3R           | A         | A         | A         | 3R        | A         | A         | A         | A         | A         | A         | 1 / 6  |
| Pro Slam |         |         |         |         |         |              |              |              |              |              |              |              |              |              |              |           |           |           |           |           |           |           |           |           |           |        |
| U.S. Pro | Amateur | Amateur | Amateur | Amateur | Amateur |              |              |              |              |              |              |              |              |              | Extingits    | Extingits | Extingits | Extingits | Extingits | Extingits | Extingits | Extingits | Extingits | Extingits | Extingits | 0 / 0  |
| France Pro | Amateur | Amateur | Amateur | Amateur | Amateur |              |              |              |              |              |              |              |              |              | Extingits    | Extingits | Extingits | Extingits | Extingits | Extingits | Extingits | Extingits | Extingits | Extingits | Extingits | 0 / 0  |
| Wembley Pro | Amateur | Amateur | Amateur | Amateur | Amateur | G            |              |              |              |              |              |              |              |              | Extingits    | Extingits | Extingits | Extingits | Extingits | Extingits | Extingits | Extingits | Extingits | Extingits | Extingits | 1 / 1  |
| Llegenda: G: Guanyador; F: Finalista; SF: Semifinalista; QF: Quarts de final; Q: Qualificació; A: Absent; RR: Round Robin |         |         |         |         |         |              |              |              |              |              |              |              |              |              |              |           |           |           |           |           |           |           |           |           |           |        |

### Dobles masculins
| Australian Championships                                                                                                  | F |  | Professional | Professional | Professional | Professional | Professional | Professional | Professional | Professional | Professional | Professional | 3R | A | 1R | 1R | G | A | A | QF | A | 3R | 1R | 1 / 8 |
| Internationaux de France                                                                                                  | G |  | Professional | Professional | Professional | Professional | Professional | Professional | Professional | Professional | Professional | A            | A  | A | A  | A  | A | A | A | A  | A | A  | A  | 1 / 1 |
| Wimbledon |   |  | Professional | Professional | Professional | Professional | Professional | Professional | Professional | Professional | Professional | A            | 1R | A | A  | A  | A | A | A | A  | A | A  | A  | 0 / 1 |
| US Championships |   |  | Professional | Professional | Professional | Professional | Professional | Professional | Professional | Professional | Professional | QF           | A  | A | A  | QF | A | A | A | A  | A | A  | A  | 0 / 2 |
| Llegenda: G: Guanyador; F: Finalista; SF: Semifinalista; QF: Quarts de final; Q: Qualificació; A: Absent; RR: Round Robin |   |  |              |              |              |              |              |              |              |              |              |              |    |   |    |    |   |   |   |    |   |    |    |       |